# Schrötlingsriss

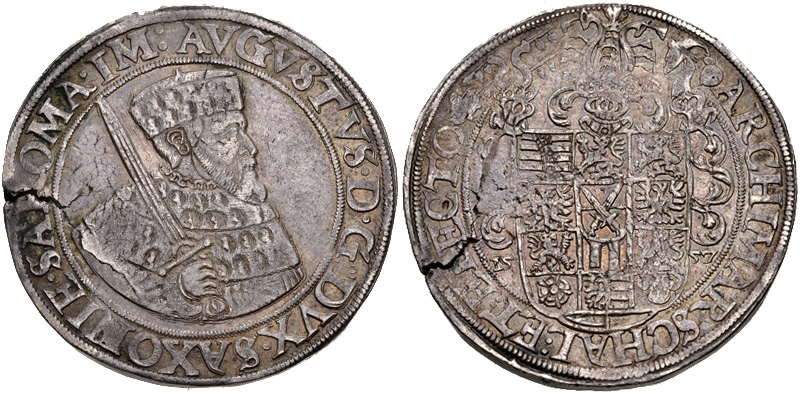
Guldengroschen Kurfürst Augusts von 1557 aus der Münzstätte Annaberg mit Schrötlingsriss (am Rand bei 9 bzw. 8 Uhr)

Ein Schrötlingsriss ist im Gegensatz zum Stempelriss ein Riss in einer Münze oder Medaille, der während der Münzprägung entstanden ist. Es handelt sich um einen Riss in der Münzplatte, der typisch beidseitig sichtbar ist. Nur auf einer Seite sichtbar, könnte es auch ein Schrötlingsfehler sein. 
Der Begriff „Schrötlingsriss“ gilt für jede Münze oder Medaille, die einen oder mehrere sichtbare Risse aufweist. In Münzkatalogen (Auktionskatalogen) ist „Schrötlingsriss“ die übliche Bezeichnung für den durch den Riss entstandenen Schaden im Münzbild. Andererseits besteht eine hohe Sicherheit für die Echtheit der Münze oder Medaille, die diesen Fehler aufweist. Schrötlingsrisse sind in der Regel wertmindernd, haben aber keinen Einfluss auf den Erhaltungsgrad des Stücks.
Ein Schrötlingsriss kann auftreten, wenn das Münzmetall bedingt durch unzureichendes bzw. zeitlich zu kurzes Glühen zu spröde ist oder durch Legierungsfehler.